# Hollow Ground
Hollow Ground est un groupe britannique de heavy metal, originaire de South Shields, en Angleterre, principalement actif entre 1979 et 1981.

## Histoire
Le groupe est formé en 1979. En novembre 1980, Hollow Ground se rend aux Guardian Studios de Durham avec les groupes Sarancen, à ne pas confondre avec le groupe homonyme de Matlock, et Samurai, à ne pas confondre avec le groupe gallois homonyme, afin de réaliser des enregistrements pour de futures sorties. La même année, le split Roksnax, sur lequel les trois groupes ont chacun quatre chansons, est publié. Les chansons de Hollow Ground s'intitulent Fight with the Devil, Rock On, The Holy One et Flying High.
Alors que les deux autres groupes se séparent peu de temps après, Hollow Ground poursuit sa carrière et d'autres enregistrements sont publiés. L'une des chansons, Fight with the Devil, figure plus tard sur la compilation NWOBHM '79 Revisited de Lars Ulrich. Grâce à la publication du split, Terry Gavaghan s'intéresse au groupe et lui propose de publier un EP. Pour ce faire, les chansons Rock On et Flying High, qui figuraient déjà sur la publication split, sont réutilisées et les deux chansons Warlord et Don't Chase the Dragon sont ajoutées. L'album est connu à la fois sous le nom de Flying High et de Warlord. L'année de sortie n'est pas non plus connue avec précision et est indiquée comme étant 1980 ou 1981,,,,,,. L'EP est tiré à environ 500 exemplaires et compte parmi les supports sonores les plus précieux de la new wave of British heavy metal. Ainsi, les copies originales sont désormais très recherchées par les collectionneurs, si bien que des prix d'environ 200 livres sont courants. Sur l'EP, le groupe était composé du chanteur Glenn Coates, du guitariste Martin Metcalf, du bassiste Brian Rickman et du batteur Jon Lockney.
Après la sortie d'une démo comprenant les chansons Rock to Love, Promised Land, Easy Action et Loser, Glen Coates quitte le groupe pour rejoindre Fist, dont le chanteur Keith Setchfield avait quitté le line-up peu de temps auparavant. Hollow Ground décide alors de se séparer à la fin de l'année 1981. En 2000, pour le retour de Fist, Metcalf rejoint également le line-up, suivi peu de temps après par Rockman. En 2007, Hollow Ground joue au Headbangers Open Air dans sa formation originale. Depuis, le groupe se voit proposer plusieurs participations à des festivals, qui sont toutes annulées, à l'exception de celle au Brofest en 2014, car Metcalf subit deux opérations des yeux. En 2014 est également sortie la compilation Warlord, composée d'enregistrements de démos. Depuis 2007, le groupe travaille en outre sur l'album Now and Then. Jusqu'à présent, quelques chansons sont déjà enregistrées, mais sans chant. Au total, 20 chansons devraient être réenregistrées. En bonus, une démo live est prévue, enregistrée pour Neat Records avant que le groupe n'obtienne un contrat chez Guardian Records.

## Style musical
Malc Macmillan, dans son livre The N.W.O.B.H.M. Encyclopedia, se sent particulièrement impressionné par le chant. Dans leur metal puissant et mélodique, le groupe combine les meilleurs éléments de Blitzkrieg, Def Leppard, Diamond Head et Tygers of Pan Tang. Selon Eduardo Rivadavia d'AllMusic, les quatre chansons contenues dans l'EP sont des classiques de la new wave of British heavy metal. On y entend un heavy metal brut et puissant, comparable à celui de Blitzkrieg et Weapon UK. Matthias Mader de Rock Hard fait remarquer que Hollow Ground « n'était pas aussi intransigeant que Jaguar, Raven ou Satan ». Martin Metcalf indique dans l'interview avec Mader que le groupe avait alors assimilé toutes sortes d'influences musicales. Ainsi, le funk d'Aerosmith, le hard rock de Montrose et la progressivité de Rush auraient été intégrés dans le style musical. Tony Jasper écrit dans The International Encyclopedia of Hard Rock and Heavy Metal que l'EP sonnait comme un croisement entre Def Leppard et Led Zeppelin.

## Discographie
- 1980 : Warlord / Flying High (EP, [uardian Records)
- 1980 : Roksnax (split avec Samurai et Saracen, Guardian Records)
- 1981 : Demo '81 (démo)
- 2007 : Raw Tapes '79 (compilation, Eigenveröffentlichung)
- 2014 : Warlord (compilation, High Roller Records)